# Лобкова воша
Лобкова воша (також використовуються назви площи́ця, фтірус) (лат. Phthirus pubis, дав.-гр. φθείρ — воша; з 1958 р. щодо виду активно використовується друкарська помилка, що з'явилася в роботі Ліча в 1815 р. (виправлена ним же в 1817 р.) (втрачена «h» в «ph»): Pth irus pubis) — ектопаразитична комаха з підзагону вошей (Anoplura), що живе на тілі людини.

## Будова

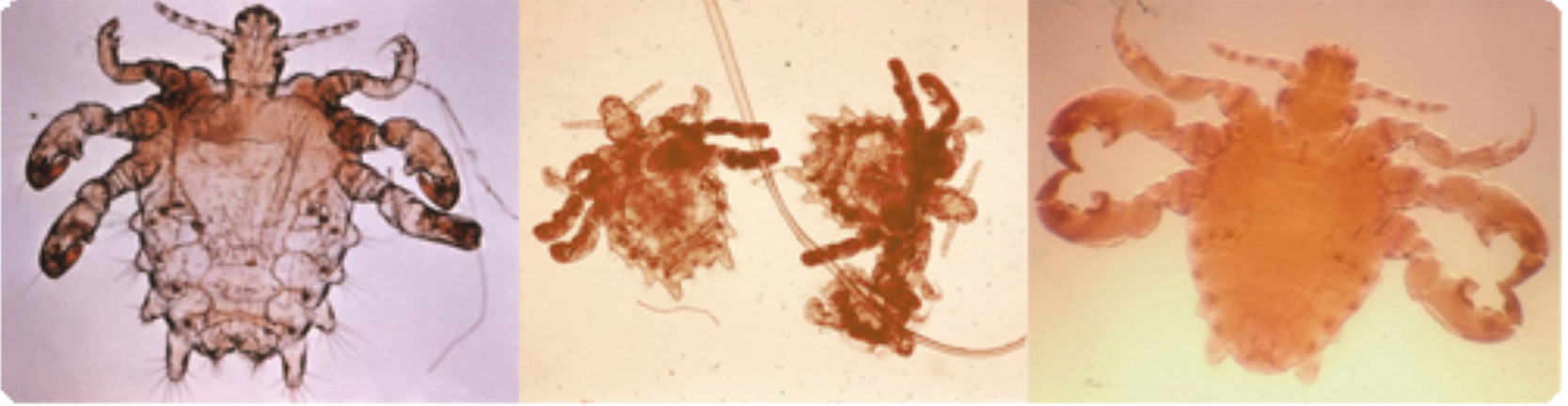
Лобкові воші

Розміри лобкової воші досягають приблизно 1-3 мм. Самки більші за самців у 1,5 рази.

## Локалізація на тілі людини
Лобкові воші мешкають переважно в лобковій зоні, на статевих органах, навколо заднього проходу, рідше в інших покритих волоссям областях: у пахвових западинах, на грудях і в зоні живота. На відміну від воші людської, ніколи не мешкає на волосистій частині голови. Це пов'язано з тим, що кінцівки лобкової воші пристосовані тільки для утримування та переміщення волоссям трикутного перерізу, на відміну від волосяного покриву голови, що має круглий переріз волосся. Живиться виключно кров'ю свого господаря. Без їжі вмирає протягом 24 годин. Захворювання, що викликається ураженням цією комахою, називається лобковий педикульоз або фтиріаз.
Деякі дослідники припускають, що збільшення відсотка людей, що видаляють лобкове волосся, призвело популяцію лобкових вошей у населення в деяких частинах світу на межу вимирання.

## У культурі
- Югославська група Bijelo Dugme 1984 року присвятила композицію Pediculis pubis (еротивне написання фтиріазу) негативним наслідкам статевого контакту з носіями захворювання.
- Лобковій воші присвячена пісня «Ядрена воша» гурту «Сектор Газа» з однойменного альбому 1990 року.
- Лобковій воші присвячений куплет «Частівок» групи «Червона Цвіль» з «Першого Альбому 1991—1994».
- The Crablouse — пісня бельгійської групи електронної музики «Lords of Acid» з альбому «Voodoo-U» 1994 року.